# 진교고등학교
진교고등학교(辰橋高等學校)는 대한민국 경상남도 하동군 진교면 진교리에 있는 공립 고등학교이다.

## 학교 연혁
- 1926년 4월 24일 : 하동공립농업보습학교 설립 인가
- 1951년 10월 3일 : 진교중학교 교사에서 개교
- 1973년 1월 9일 : 진교종합고등학교로 교명 변경
- 1974년 9월 1일 : 진교중학교와 분리
- 1982년 3월 1일 : 진교농업고등학교로 교명 변경
- 1990년 3월 1일 : 진교종합고등학교로 교명 변경
- 1999년 3월 1일 : 진교고등학교로 교명 변경
- 2021년 3월 1일 : 제25대 최달수 교장 취임
- 2023년 1월 3일 : 제71회 졸업(졸업생 28명, 누계 6,056명)
- 2023년 3월 2일 : 2023학년도 신입생 29명 입학

## 참고 자료
- 진교고등학교 - 한국교육학술정보원 학교알리미